# Potamogeton mandschuriensis
Potamogeton mandschuriensis là một loài thực vật có hoa trong họ Potamogetonaceae. Loài này được (A.Benn.) A.Benn. miêu tả khoa học đầu tiên năm 1924.